# Beck – Gamen
Beck – Gamen är en svensk film från 2006. Detta är den tredje filmen i den tredje omgången med Peter Haber och Mikael Persbrandt i huvudrollerna. Lena Klingström återkommer till Becks grupp i den här filmen.

## Handling
En före detta toppolitiker delar vid en direktsänd TV-gala ut ett stort stipendium till den svenska idrottsrörelsen; därefter försvinner han spårlöst. Man vet inte säkert om det är ett mord som begåtts, men Beck och hans grupp kopplas ändå in eftersom Oberg känner den försvunne mannen. Spåren leder till den illegala spelmarknaden; en bransch där den minsta skuld är heder och där det kan gå illa för den som inte kan betala.

## Rollista
- Peter Haber – Martin Beck
- Mikael Persbrandt – Gunvald Larsson
- Stina Rautelin – Lena Klingström
- Marie Göranzon – Margareta Oberg
- Ing-Marie Carlsson – Bodil Lettermark
- Måns Nathanaelson – Oskar Bergman
- Ingvar Hirdwall – grannen
- Rebecka Hemse – Inger
- Per Holmberg – John Vedén
- Marie Richardson – Annika Vedén
- Anna Särnholm – Malin Vedén
- Jens Hultén – Frank Boder
- Victor Ström – Sebastian Manell
- Embla Hjulström – Simone Bernér
- Sebastian Ylvenius – Hasse Ståhl
- Sven Lundblad – Jari
- Jörgen Bergström – Milo
- Ann Petrén – Sylvie
- Ewa Carlsson – Karin Lindgren
- Henrik Dahl – Peter Wahl
- Harald Lönnbro – Jens Schonbach
- Thomas Oredsson – Sten Oberg
- Johanna Wilson – polis vid cityspan
- Robert Panzenböck – Sven Borglund
- Neil Bourguiba – Wilhelm
- Peter L. Abrahamsson – Timo
- Erika Höghede – kypare
- Lukas Loughran – kasinovakt
- Bengt Magnusson – nyhetsreporter
- Gunvor Pontén – tangodam
- Alexander Salzberger – Zoran